# Колумбия на летних Олимпийских играх 1996
Колумбия принимала участие в Летних Олимпийских играх 1996 года в Атланте (США) в четырнадцатый раз за свою историю, но не завоевала ни одной медали. Сборную страны представляли 3 женщины. 

## Результаты

### Бокс
Спортсменов — 4
| Соревнование   | Спортсмены                   | 1-й раунд                         | 2-й раунд                    | Четвертьфинал                   | Полуфинал            | Финал                | Место |
| Соревнование   | Спортсмены                   | Соперник Результат                | Соперник Результат           | Соперник Результат              | Соперник Результат   | Соперник Результат   | Место |
| -------------- | ---------------------------- | --------------------------------- | ---------------------------- | ------------------------------- | -------------------- | -------------------- | ----- |
| до 48 кг       | Антонио Мендоса              | Доменик Фильомени (CAN) поб. 12-1 | Олег Кирюхин (UKR) пор. 6-18 | Завершил выступление            | Завершил выступление | Завершил выступление |       |
| до 51 кг       | Даниэль Рейес                | Тебебу Бехонегн (ETH) поб. 16-2   | Халед Фалах (SYR) поб. 15-13 | Альберт Пакеев (RUS) пор. 13-13 | Завершил выступление | Завершил выступление |       |
| до 54 кг       |                              |                                   |                              |                                 |                      |                      |       |
| Маркос Верналь | Хишам Нафил (MAR) пор. 3-16  | Завершил выступление              | Завершил выступление         | Завершил выступление            | Завершил выступление |                      |       |
| до 63,5 кг     |                              |                                   |                              |                                 |                      |                      |       |
| Дарио Эсалас   | Герри Леграс (SEY) пор. 3-16 | Завершил выступление              | Завершил выступление         | Завершил выступление            | Завершил выступление |                      |       |

### Стрельба
По итогам квалификации 6 или 8 лучших спортсменов (в зависимости от дисциплины), набравшие наибольшее количество очков, проходили в финал. Победителем соревнований становился стрелок, набравший наибольшую сумму очков по итогам квалификации и финала. В пулевой стрельбе в финале количество очков за попадание в каждой из попыток измерялось с точностью до десятой.
Мужчины
| Соревнование | Спортсмены  | Квалификация | Квалификация | Финал                | Всего                | Всего                |
| Соревнование | Спортсмены  | Результат    | Место        | Финал                | Результат            | Место                |
| ------------ | ----------- | ------------ | ------------ | -------------------- | -------------------- | -------------------- |
| Трап         | Данило Каро | 118          | 31           | Завершил выступление | Завершил выступление | Завершил выступление |